# Nysätra kyrka, Västerbotten
Nysätra kyrka är en kyrkobyggnad som tillhör Bygdeå församling i Luleå stift. Kyrkan ligger i samhället Ånäset i Robertsfors kommun.

## Kyrkobyggnaden
På platsen fanns sannolikt ett träkapell som var uppfört 1624. 
Nuvarande träkyrka uppfördes 1707 under ledning av byggmästare Olof Jonsson-Vogel som även gjorde ritningarna. Kyrkan är byggd av liggtimmer i korsform och består av ett långhus med vidbyggd sakristia i öster. Korta sidoarmar sträcker sig ut åt norr och söder. Mitt på korskyrkans tak vilar en takryttare.
1792 genomfördes en ombyggnad då kyrkorummet fick höga takvalv med svängda sidopartier. Vid samma ombyggnad tillkom ny inredning.
Från början var kyrkans ytterväggar rödfärgade och det valmade taket var belagt med takspån.
På 1890-talet målades ytterväggarna vita och takets spånbeläggning byttes ut mot plåt. Vid slutet av 1980-talet belades taket med kopparplåt.
Omfattande restaureringar genomfördes under 1900-talet. 1921 restaurerades kyrkan under ledning av Gustaf Holmdal. 1932-1933 genomfördes en restaurering under ledning av E Lundquist. 1960 ägde ännu en restaurering rum under ledning av Kjell Wretling. Kyrkan har behållit sin 1700-talskaraktär.
Strax söder om kyrkan finns en fristående klockstapel av bottnisk typ.
I anslutning till kyrkan fanns förr en kyrkstad. Av denna återstår nu bara två stallbyggnader.
Kyrkplatsen är av riksintresse för kulturmiljövården.

## Bildgalleri

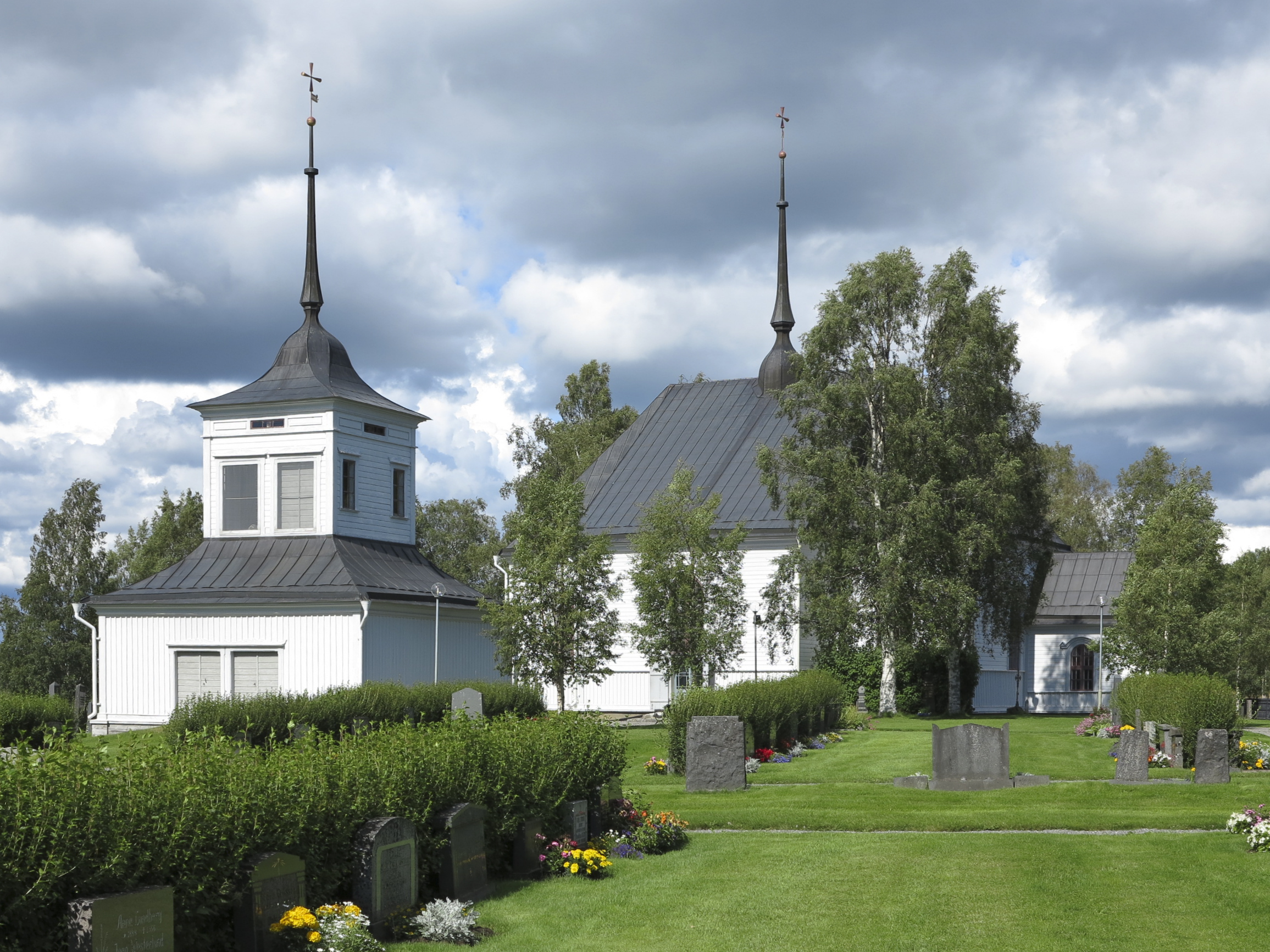
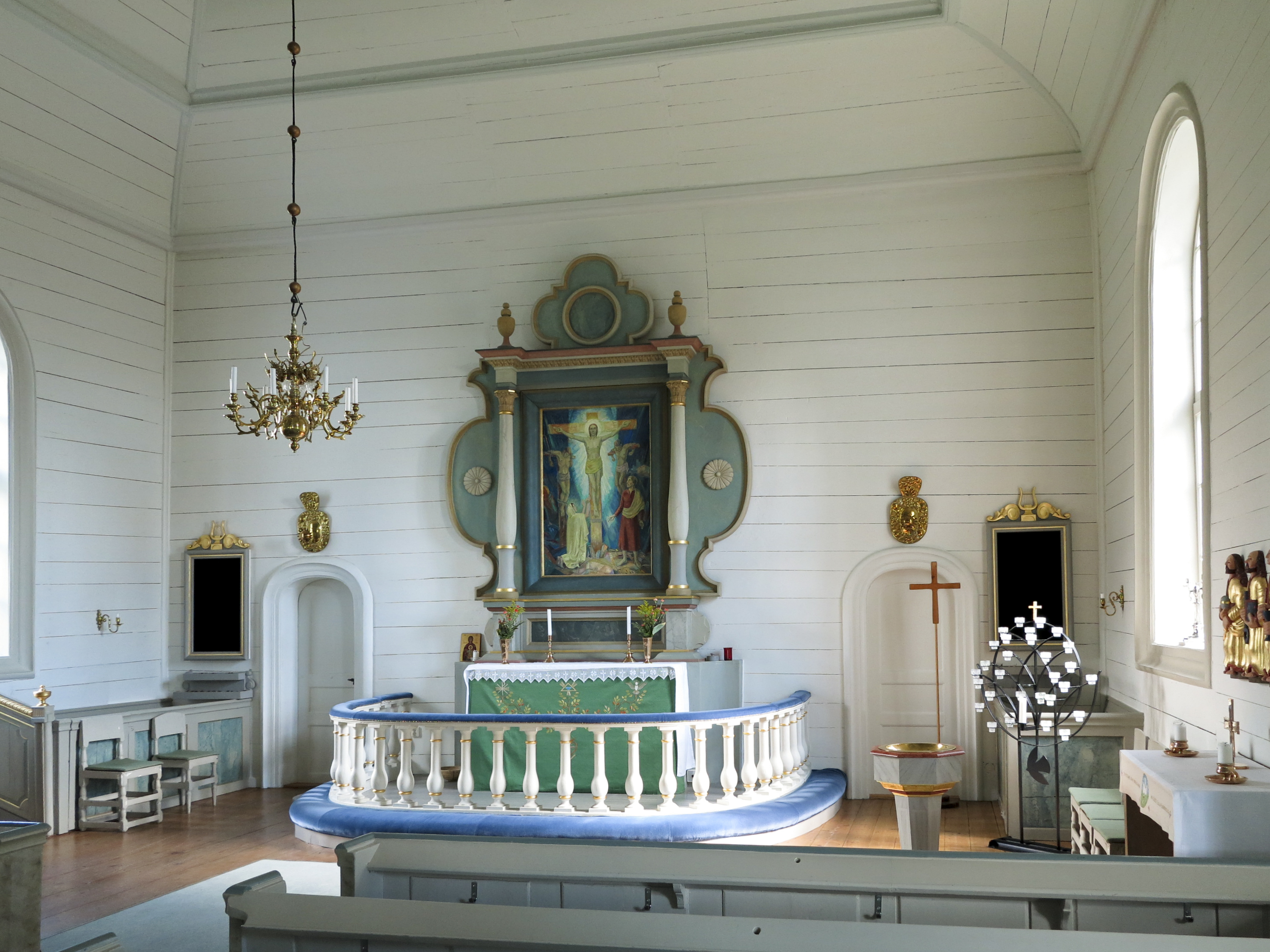
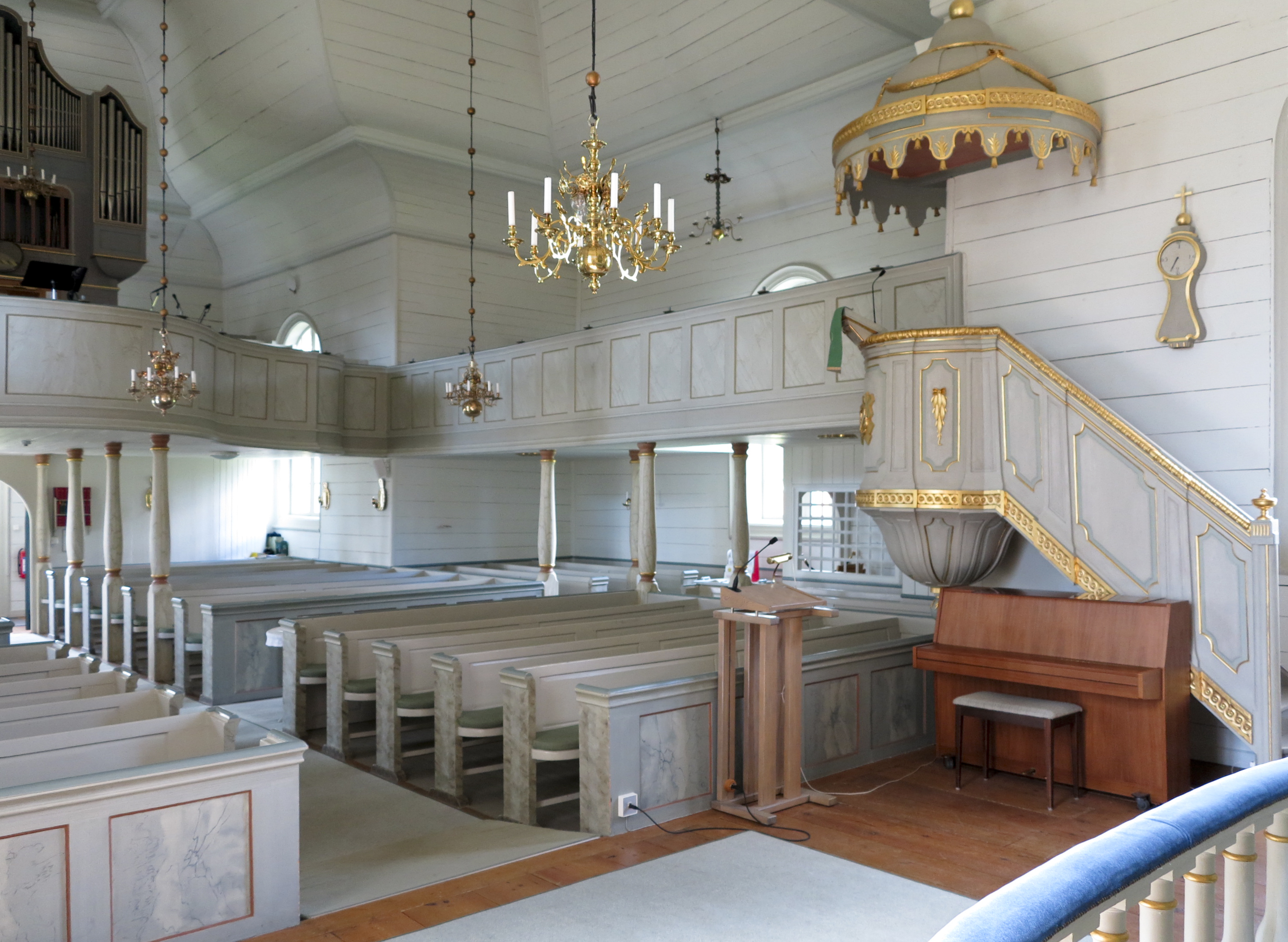
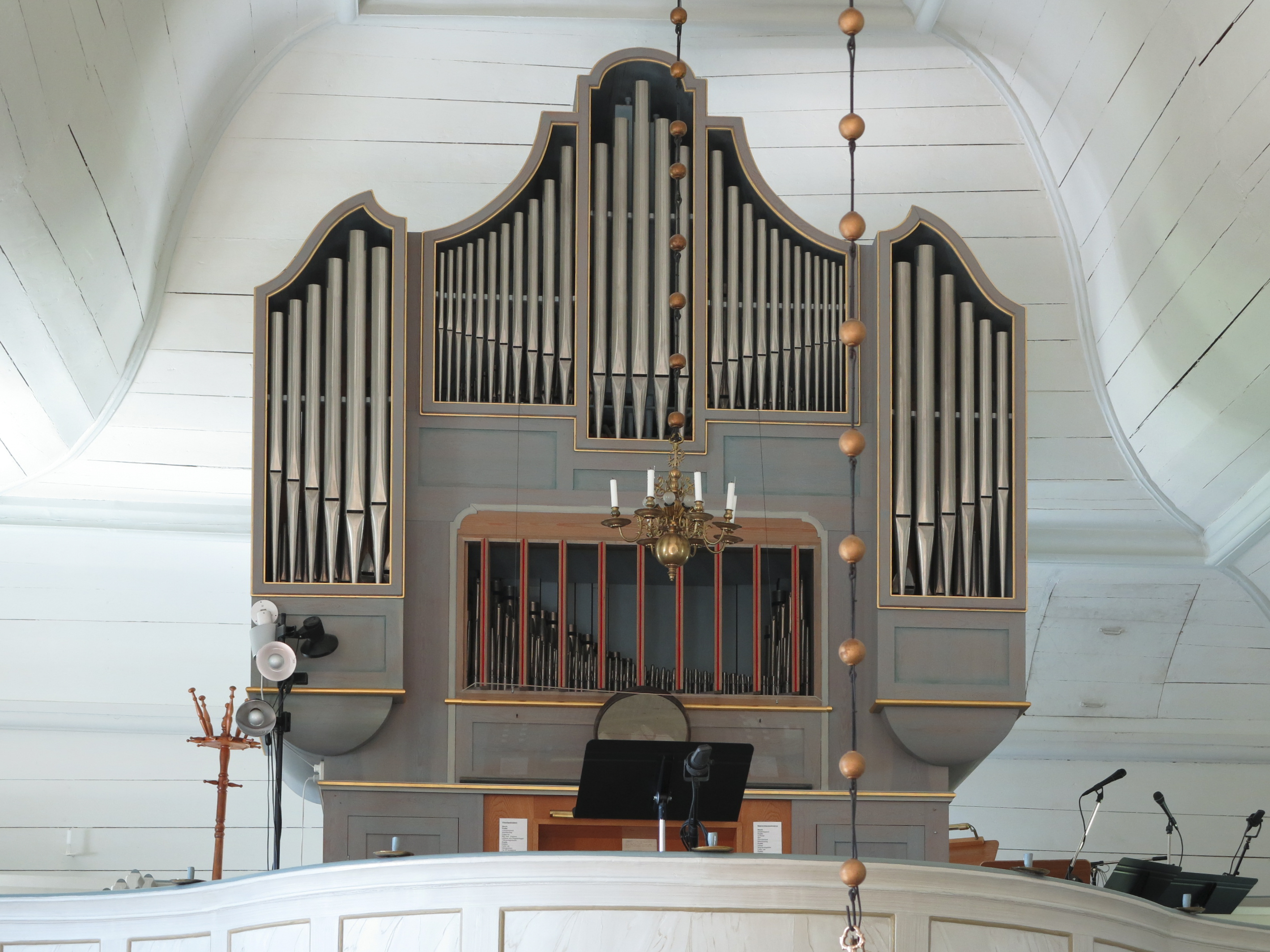
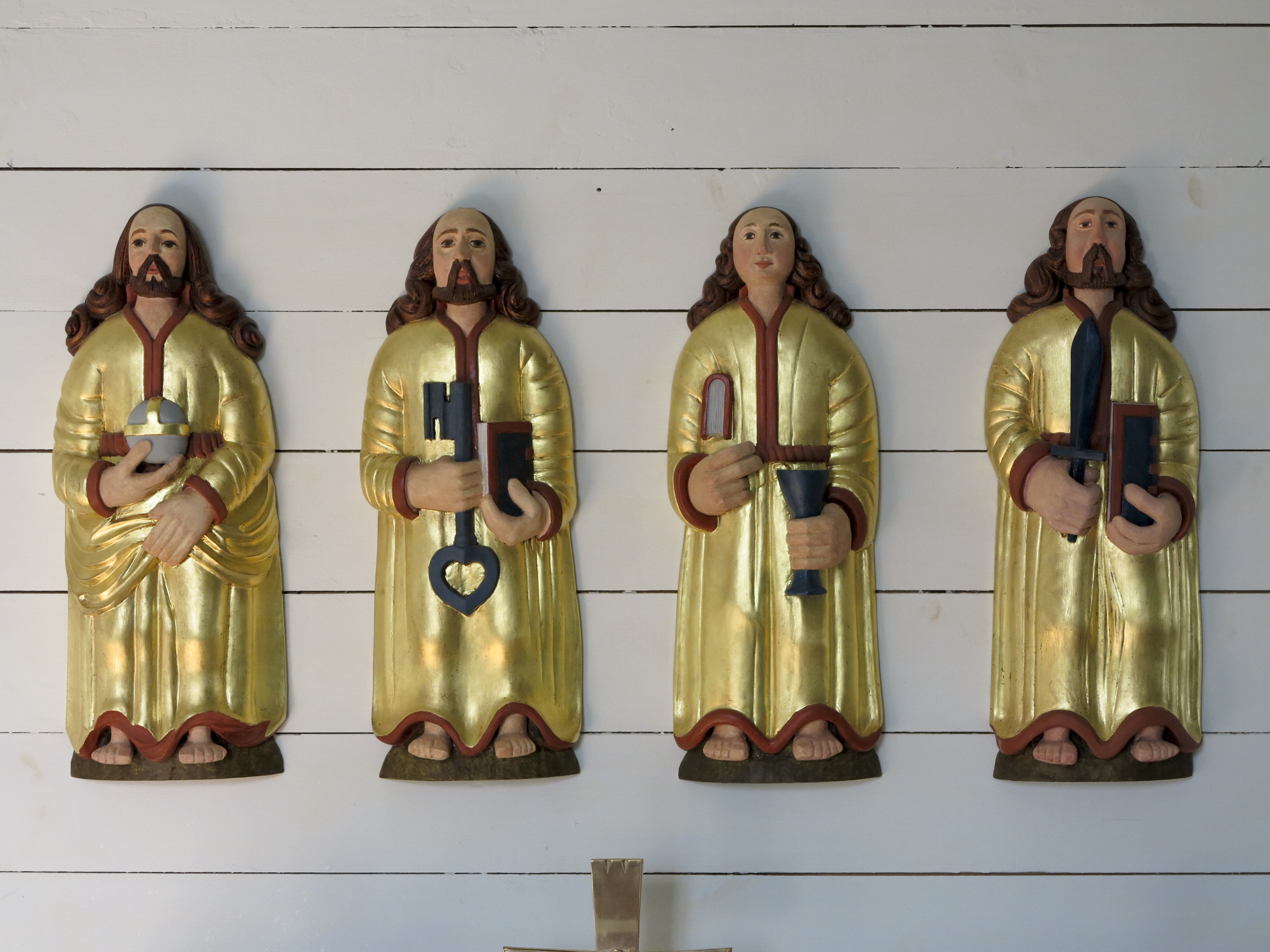
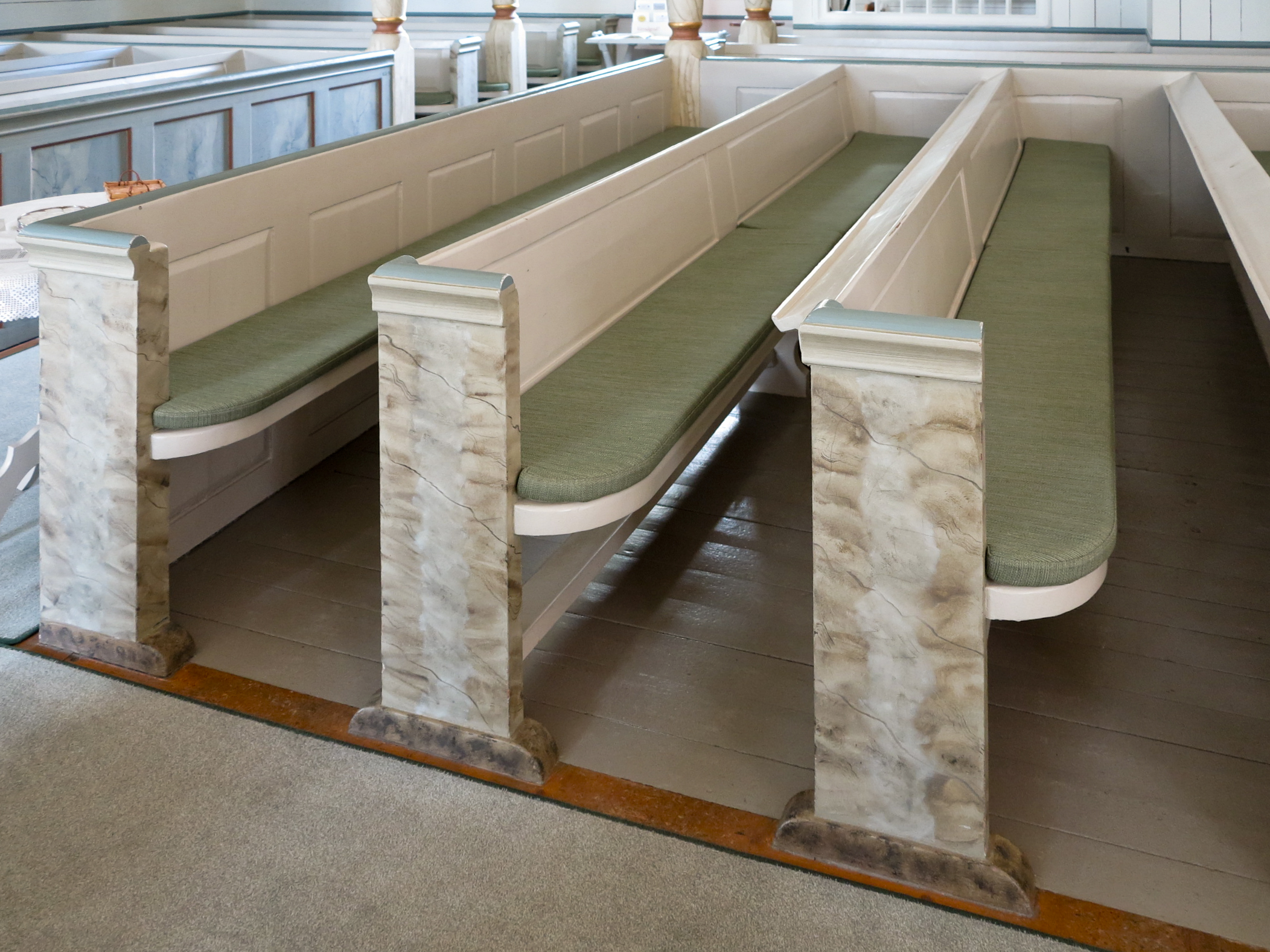
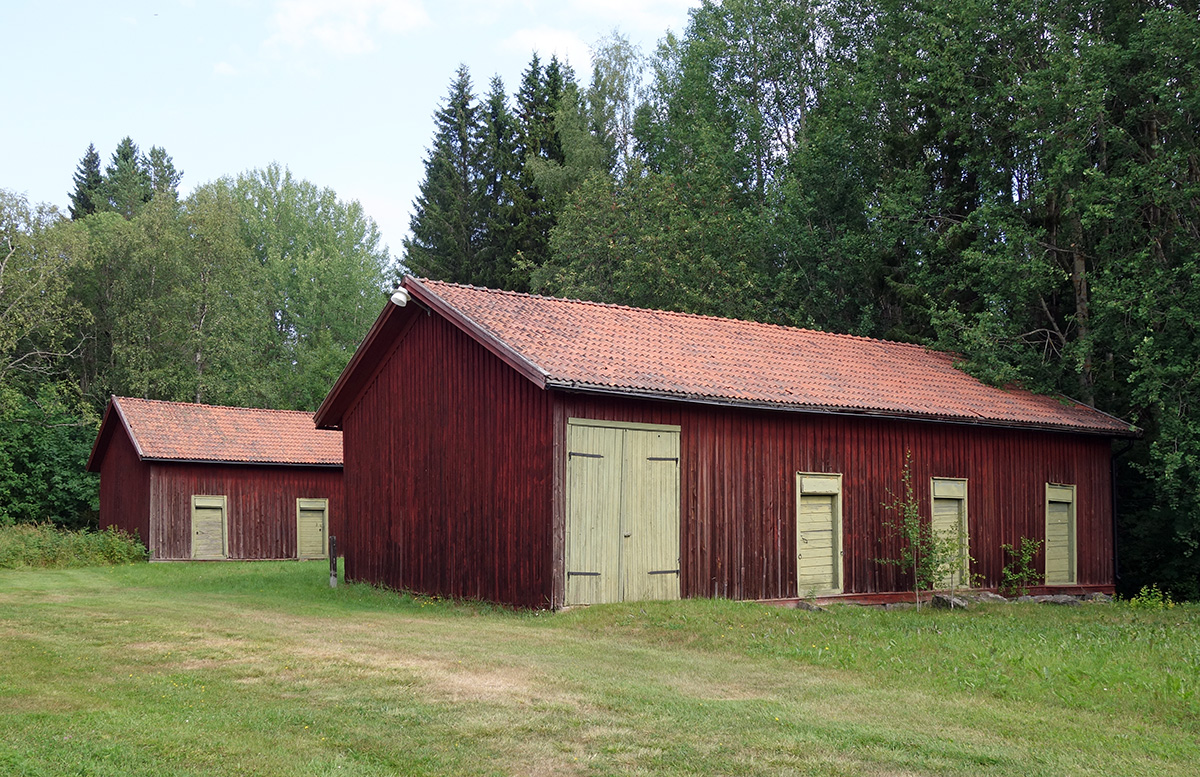
Kyrkstallarna